# 朝倉インターチェンジ (福岡県)

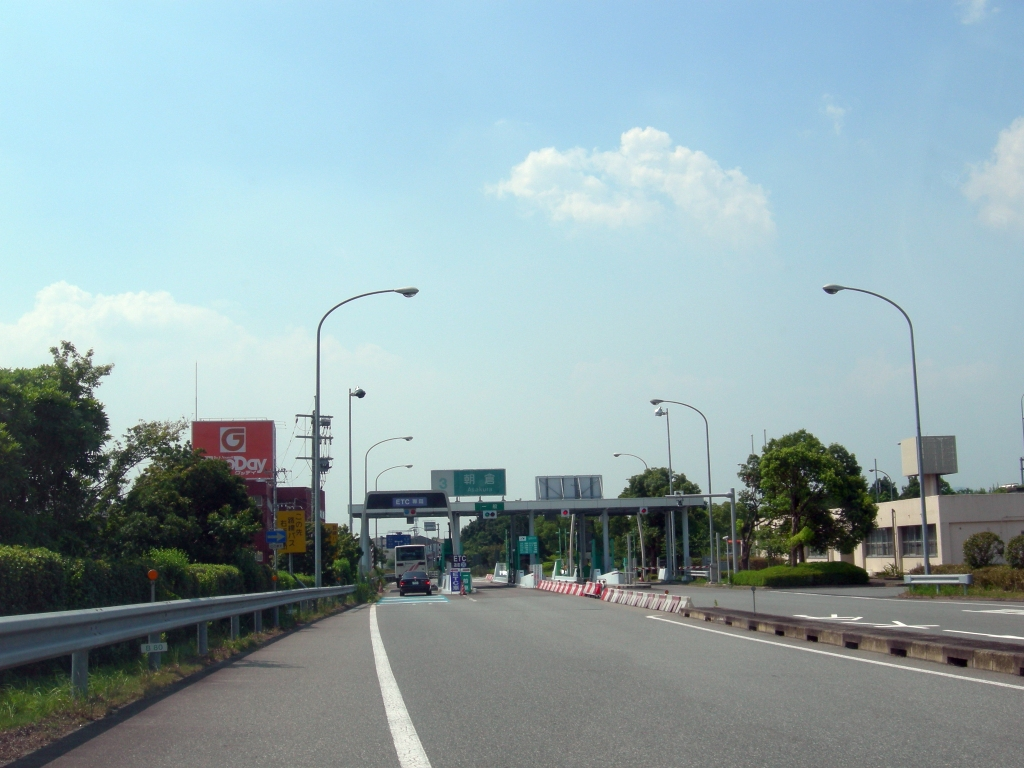
2006年当時

朝倉インターチェンジ（あさくらインターチェンジ）は、福岡県朝倉市にある大分自動車道のインターチェンジである。バス停留所を併設している。

## 歴史
- 1987年2月5日 : 鳥栖JCT - 当IC間開通に伴い、供用開始
- 1990年3月10日 : 当IC - 日田IC間開通

## 料金所

### 入口
- ブース数：2
  - ETC専用：1
  - ETC/一般：1

### 出口
- ブース数：2
  - ETC専用：1
  - 一般：1

## 接続する道路

### 直接接続
- 福岡県道80号甘木朝倉田主丸線

### 間接接続
- 国道386号
- 福岡県道79号朝倉小石原線

## 朝倉バスストップ
朝倉バスストップ（あさくらバスストップ）は、福岡県朝倉市比良松の大分自動車道朝倉インターチェンジに併設されたバス停留所である。バス事業者間では、朝倉インター（あさくらインター）という名称が使われており、一般的にはこの通称名で呼ばれている。「ひた号」が停車し、双方向への利用が可能であるが、「とよのくに号」・「ゆふいん号」・「サンライト号」は全便停車しない。
| 路線愛称 | 運行会社            | 方面・経路 |
| -------- | ------------------- | --- |
| ひた号   | 西日本鉄道 日田バス | 福岡方面：高速甘木 → 高速基山 → 福岡空港国内線・東光二丁目・博多BT・天神高速BT 日田方面：杷木 → 日田（城内豆田入口・日田BT・日田営業所） |

### のりかえ
- 西鉄バス - 比良松中学校バス停（約800m）

## 周辺情報
- 朝倉市朝倉総合支所
- 朝倉の水車 - 三連水車・二連水車[1]
- 恵蘇八幡宮[2]
- 原鶴温泉
- 朝倉市立比良松中学校

## 隣
E34 大分自動車道
(2)甘木IC - (3)朝倉IC - 山田SA - (4)杷木IC